# 寺﨑浩子
寺﨑 浩子（てらさき ひろこ、1954年 - ）は、日本の医師、医学者。名古屋大学未来社会創造機構特任教授。名古屋大学第11代眼科学教授。名古屋大学名誉教授。前日本眼科学会理事長。医学博士（名古屋大学）。1999年に、名古屋大学医学部初の女性教授となる。寺崎浩子と表記されることがある。

## 略歴
静岡市生まれ。1973年、静岡県立静岡高等学校卒業。1980年、金沢大学医学部卒業。1984年、名古屋大学大学院医学研究科修了。静岡済生会総合病院勤務。1997年、ハーバード大学網膜硝子体メディカルフェローシップ修了。ハーバード大学客員講師。1998年、名古屋大学医学部眼科学助教授。1999年、名古屋大学大学院医学系研究科 頭頸部・感覚器外科学講座 感覚器障害制御学教授。2005年、同研究科眼科学教授。2020年、名古屋大学名誉教授。名古屋大学未来社会創造機構特任教授。

## 共著
- 『眼内充填物質の使い方 (眼科診療プラクティス)』 丸尾敏夫,寺﨑浩子 文光堂 2002.3
- 『網膜剥離と極小切開硝子体手術 (眼科臨床エキスパート)』 寺﨑浩子, 吉村長久 医学書院 2015

## 受賞
- 2021年 欧州網膜硝子体学会 Kreissig Lecture
- 2020年 日本眼循環学会 松山賞
- 2019年 第72回中日文化賞[3][4][5]
- 2016年 日本眼科学会賞
- 2015年 日本網膜硝子体学会 盛賞